# Jau (cantor)
Jauperi Lázaro dos Santos (Salvador, 27 de setembro de 1970), mais conhecido pelo nome artístico de Jau, é um cantor e compositor brasileiro, cujo estilo incorpora o axé.

## História
Jau começou sua carreira em 1988, aos 17 anos, ao integrar o Olodum como autor e intérprete. Junto do grupo, viajou pelo mundo e participou de vários festivais de música como o Montreux, WOMAD e Musiques Métisses, e tocou com importantes partes da indústria musical, como Tracy Chapman e Joan Baez. Ele fez um show junto de Paul Simon no Central Park.
Em 1989 conquista o prêmio de Melhor Composição no Femadum com a música "Olodum, sonho e profecia"
Em 2005, Jau criou, com um ex-parceiro do Olodum, Pierre Onassis, a banda Afrodisíaco. O cantor inovou seu estilo musical pela inserção da música sinfônica e instrumentos como o violino e o sopro. No mesmo ano, duas de suas canções, Já é e Café com Pão, foram ao topo e, assim, ficou conhecida como Vixe Mainha, dando um novo nome à banda.
Participa da trilha sonora de Ó Paí, Ó, interpretando "É D'Oxum", famosa composição de Gerônimo, e a música tema do filme ao lado de Caetano Veloso, que posteriormente foi usada támbem na abertura da série.
Já em 2015 lança do álbum "Jau - Lazaro", produzido pela cantora Vânia Abreu e pelo maestro Rodrigo Petreca. Com o álbum ganhou, como Artista Revelação Masculina, o Troféu Cata-Vento, premiação dirigida pelo produtor musical Solano Ribeiro.

## Discografia

### Álbuns
- Balancê (1993)
- Jau (2009)
- Aplausos Para O Sol (2011)
- Um Pouquinho de Festa... É Bom! (2014)
- Lázaro (2015)
- Jau Natural (2017)

### Singles
- Seu Mal É Não Querer Ser Meu Bem (2017)
- Rosa Branca (2019)
- Alegria Odara (2019)
- Tô Que Nem Jau (2020)
- O Amor Não É Digital (2023)
- BIRD (2023)
- Mulher Nação (2024)

### Ao Vivo
- Macaco Sessions: Jau Vol.1 (2019)
- Macaco Sessions: Jau Vol.2 (2019)
- Jau Ao Vivo (2021)
- Ao Vivo no Parque (2023)